# Sargent (Nebraska)
Sargent es una ciudad ubicada en el condado de Custer en el estado estadounidense de Nebraska. En el Censo de 2010 tenía una población de 525 habitantes y una densidad poblacional de 189,44 personas por km².

## Geografía
Sargent se encuentra ubicada en las coordenadas 41°38′24″N 99°22′8″O / 41.64000, -99.36889. Según la Oficina del Censo de los Estados Unidos, Sargent tiene una superficie total de 2.77 km², de la cual 2.77 km² corresponden a tierra firme y (0%) 0 km² es agua.

## Demografía
Según el censo de 2010, había 525 personas residiendo en Sargent. La densidad de población era de 189,44 hab./km². De los 525 habitantes, Sargent estaba compuesto por el 99.05% blancos, el 0.57% eran afroamericanos, el 0% eran amerindios, el 0.19% eran asiáticos, el 0% eran isleños del Pacífico, el 0% eran de otras razas y el 0.19% pertenecían a dos o más razas. Del total de la población el 1.52% eran hispanos o latinos de cualquier raza.